# Saladin

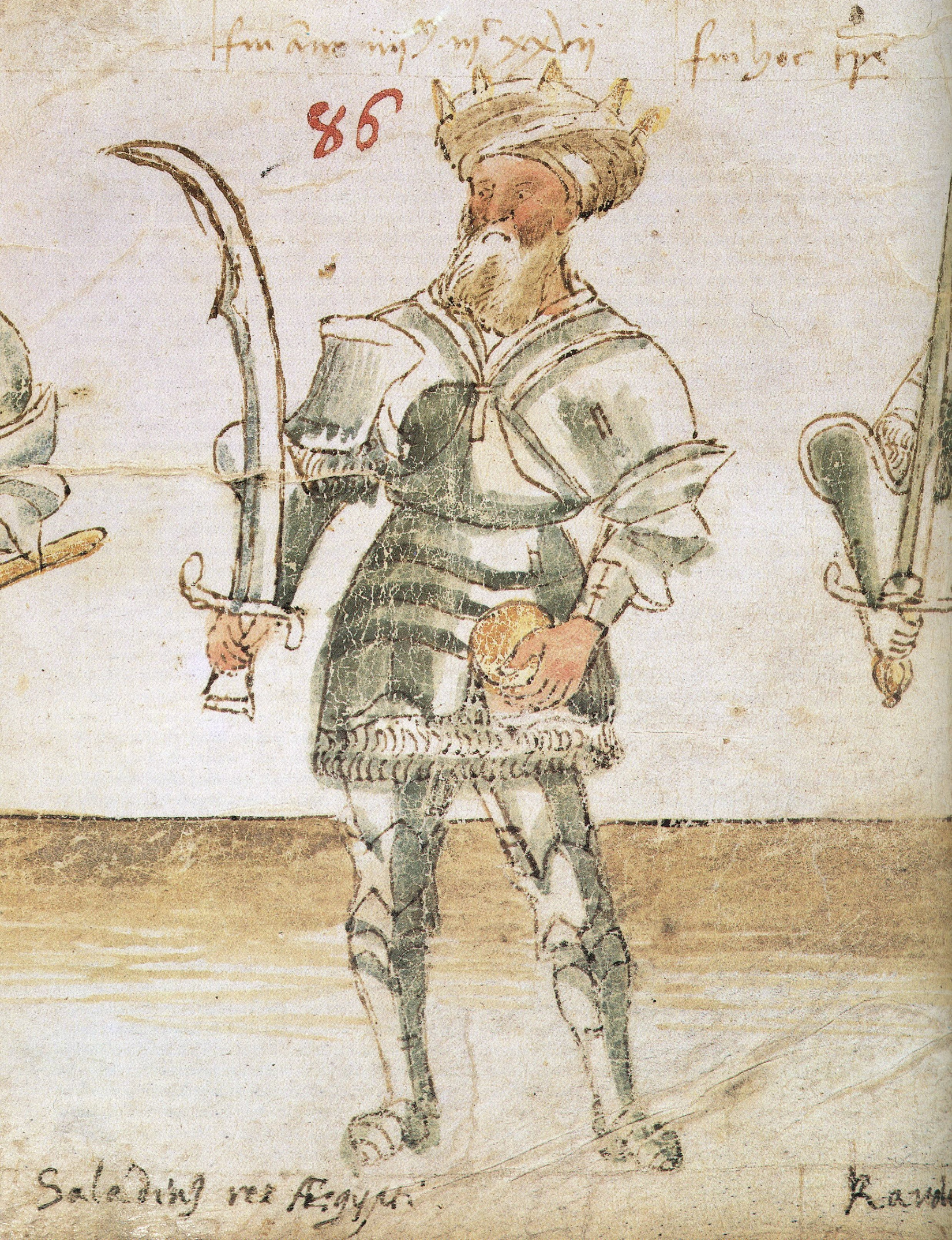
15e-eeuwse tekening van Saladin

Al-Nasir Salah ad-Din Yusuf ibn Ayyub (Arabisch: الناصر صلاح الدين يوسف بن أيوب; Tikrit (in het huidige Irak), 1137 of 1138 – Damascus, 4 maart 1193), algemeen bekend als Salah ad-Din of Europees verbasterd Saladin, was een generaal van Koerdische afkomst. Zijn bekendste daad is het heroveren van Jeruzalem op de kruisvaarders. Saladin werd geboren in een Koerdisch gezin en is de stichter van de islamitische dynastie der Ajjoebiden, die uiteindelijk heerste over delen van Egypte, Syrië en Irak.

## Naam
In het Arabisch heet Saladin صلاح الدين يوسف بن أيّوب, Salah ad-Din Yoessoef bin Ajjoeb. Zijn naam betekent letterlijk "de juistheid / goedheid van de Godsdienst" en wordt soms voorafgegaan door de titel الملك الناصر, al-Malik an-Nāṣir, wat "de Zegevierende Heerser" betekent.

## Biografie
Saladin werd geboren als zoon van Najm ad-Din Ajjoeb, de gouverneur van Baalbek. Hij werd op latere leeftijd naar Damascus gestuurd om te studeren. Hij bleef tien jaar in Damascus waar hij werkte voor Nureddin, de Turkse heerser van Syrië. In 1169 volgde hij zijn oom Shirkuh als vizier van Egypte op, een van de hoogste functies binnen de bestuurlijke organisatie van het Emiraat. Hij kreeg op dat moment een zware last op zijn schouders, namelijk het verdedigen van Egypte tegen het Koninkrijk Jeruzalem. Iedereen dacht dat Saladins verblijf in Egypte van korte duur zou zijn, hij had geen controle over het sjiitische leger van Egypte, maar door de dood van de Fatimidische kalief Al-Adid in 1171 wist Saladin de macht naar zich toe te trekken.
Saladin verbeterde de economie van Egypte en reorganiseerde het Egyptische leger. Hij deed zijn best de conflicten waar Nureddin bij betrokken was uit de weg te gaan. Hij wachtte tot Nureddin dood was voor hij begon met zijn militaire campagnes. In 1174 stierf Nureddin en werd Saladin sultan van Egypte. Na de dood in 1181 van de opvolger van Nureddin in Syrië, as-Salih Ismail al-Malik, trok Saladin met zijn leger naar Damascus en verkreeg zo ook Syrië. Hij trouwde met de weduwe van Nureddin. Hij begon daarna met het inlijven van kleine moslimstaatjes. Hij verklaarde zich onafhankelijk van de Turkse Seltsjoeken en bracht het soennisme terug naar Egypte. Hij breidde Egypte westwaarts uit tot aan de Maghreb en veroverde Jemen.
Er bestaan onder historici verschillende opvattingen over Saladins vermeende menselijkheid. Tot voor kort volgden historici de middeleeuwse kroniekschrijvers, die meenden dat Saladin een groot leider was met een humane inslag. Hij stond lange tijd bekend als leergierig, open en vergevingsgezind. Sjiitische historici wijzen daarentegen op de meedogenloze wijze waarop onder zijn leiding de soennitische opvattingen in Egypte zijn opgelegd.

## Gevechten met de kruisvaarders

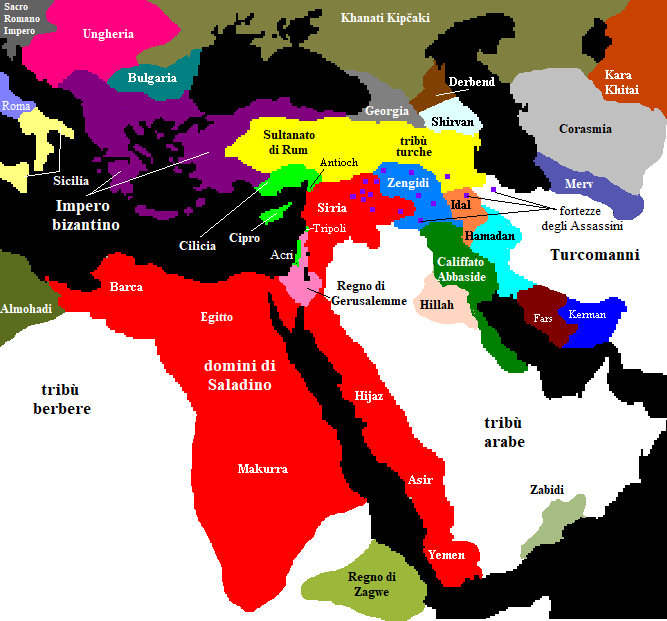
Het Midden-Oosten rond 1190. Het rijk van Saladin en zijn vazallen is rood gekleurd, het gebied dat hij op de kruisvaarders veroverde roze.

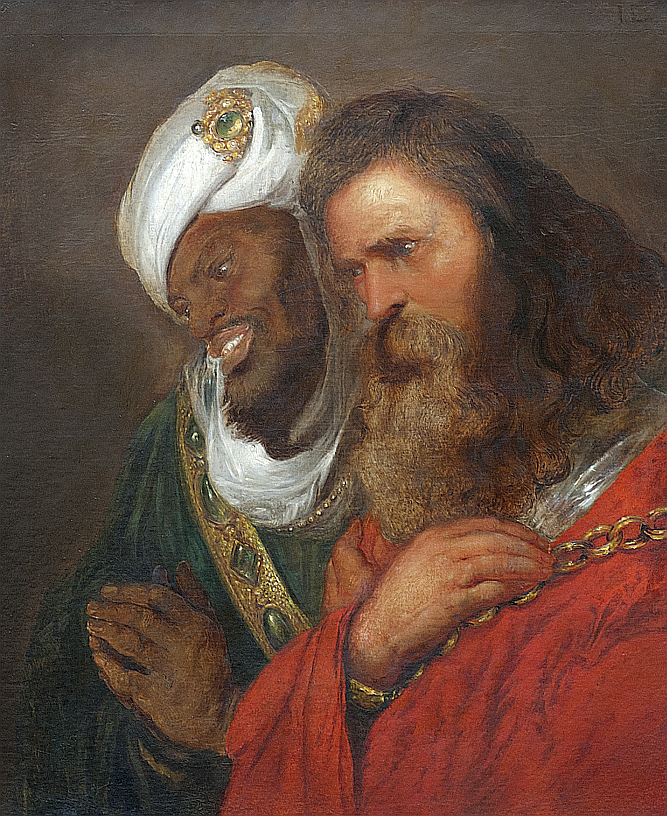
Saladin met de gevangengenomen Guy van Lusignan na de slag bij Hattin. Jan Lievens, 1625, geïnspireerd door De Drie Koningen door Peter Paul Rubens.

Saladin had zich twee keer terug moeten trekken tijdens gevechten tegen het Koninkrijk Jeruzalem (in 1171 en 1173). Hij won ook enkele veldslagen, maar leed in de slag bij Montgisard een zware nederlaag. Slechts een tiende van zijn leger overleefde toen de slag.
In 1178 was er vrede gesloten tussen de kruisvaardersstaten en Saladin. Saladin gebruikte deze vrede om zijn leger opnieuw op te bouwen en begon in 1179 weer met aanvallen. Hij kreeg echter te maken met Reinoud van Châtillon die hem uit zijn tent probeerde te lokken door onschuldige burgers en karavanen aan te vallen. Reinoud voer met schepen de Rode Zee op en viel Saladin aan. Toen Reinoud de heilige steden Mekka en Medina dreigde aan te vallen, deed Saladin in 1183 en 1184 aanvallen op Reinouds hoofdkwartier Kerak. Uit wraak viel Reinoud in 1185 een karavaan pelgrims aan.
Saladin deed in 1187 een grote aanval op het Koninkrijk Jeruzalem. Op 4 juli 1187 vond de Slag bij Hattin plaats. Een leger van kruisvaarders bestaand uit meer dan 20.000 soldaten uit heel Europa, aangevoerd door Reinoud van Châtillon en Guy van Lusignan werd verslagen door de krijgsheer. Saladin liet de tegenstanders uitdrogen door alle waterbronnen te vernietigen of te bezetten.
Tijdens de slag werden Van Châtillon en Van Lusignan gevangengenomen, samen met vele tempeliers en hospitaalridders die na gevangenneming dadelijk werden onthoofd. Ook Reinoud ontsnapte niet aan dit lot; hij werd door Saladin persoonlijk onthoofd. Lusignan werd gespaard. Na deze overwinning had Saladin weinig moeite Jeruzalem in te nemen: op 2 oktober 1187 kwam de stad, na 88 jaar geregeerd te zijn door kruisvaarders, weer in islamitische handen. Enkel Tyrus bleef als vrije kruisvaardersstad bestaan. In 1188 liet Saladin Guy van Lusignan vrij, die naar zijn vrouw Sibylla van Jeruzalem ging.

### Derde Kruistocht
Na de val van Jeruzalem riep paus Clemens III op tot een derde militaire expeditie, die later de naam kreeg van Derde Kruistocht. De expeditie werd voor een belangrijk deel door de kerk gefinancierd. Als voornaamste leiders traden op de Duitse keizer Frederik Barbarossa en de koningen Filips II van Frankrijk en Richard Leeuwenhart van Engeland. Het Duitse leger kwam het eerst aan in Klein-Azië, maar Frederik Barbarossa verdronk op 10 juni 1190 in de Selef, waarna het Duitse leger uiteenviel. De Franse en Engelse koningen kwamen over zee en veroverden Akko in 1191. Tijdens het beleg stierf de Vlaamse graaf Filips van de Elzas op 1 juni 1191. Wegens aanhoudende wrijvingen met Richard Leeuwenhart trok Filips August zich terug. Richard veroverde een deel van de kuststreek dat het Koninkrijk Jeruzalem zou vormen, maar kon de stad zelf niet innemen.

### Vrede
Opmerkelijk was de goede relatie tussen Richard Leeuwenhart en Saladin. Toen Richard gewond raakte stuurde Saladin hem zijn arts, in die tijd waren de Arabieren ver vooruit op de westerse geneeskunde. Toen Richard zijn paard verloor tijdens een gevecht stuurde Saladin er twee voor in de plaats. Er waren zelfs vredesonderhandelingen, waarbij onder meer een mogelijk huwelijk tussen Saladins broer Al-Adil en Richards zuster Johanna Plantagenet besproken werd. Dit liep echter stuk op religieuze verschillen. Uiteindelijk kwamen Richard en Saladin in 1192 tot een overeenkomst: Jeruzalem zou in handen blijven van de moslims, maar er zou vrij toegang worden verleend aan christelijke pelgrims.

## Saladins dood

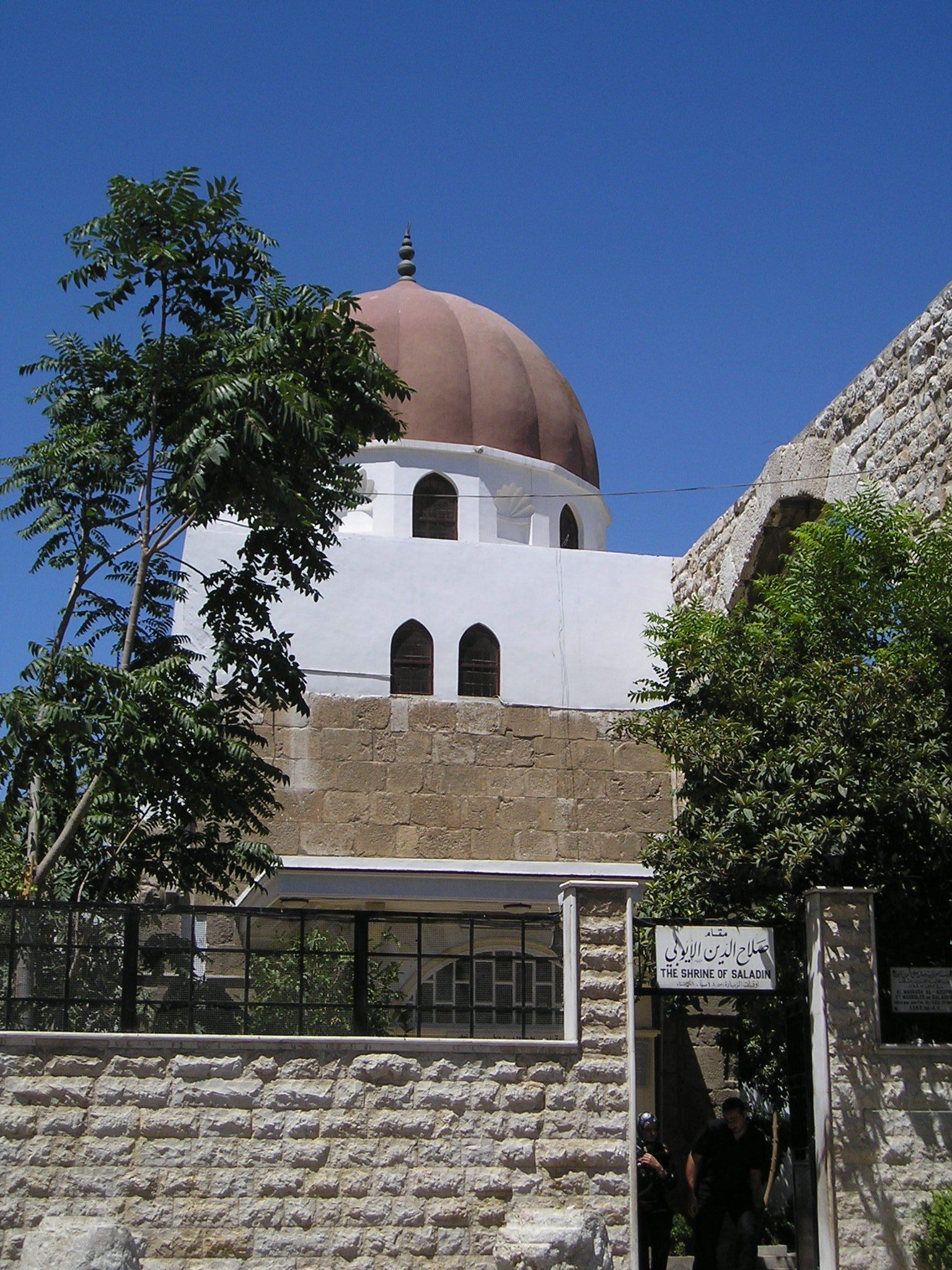
Mausoleum van Saladin bij de Grote moskee van Damascus

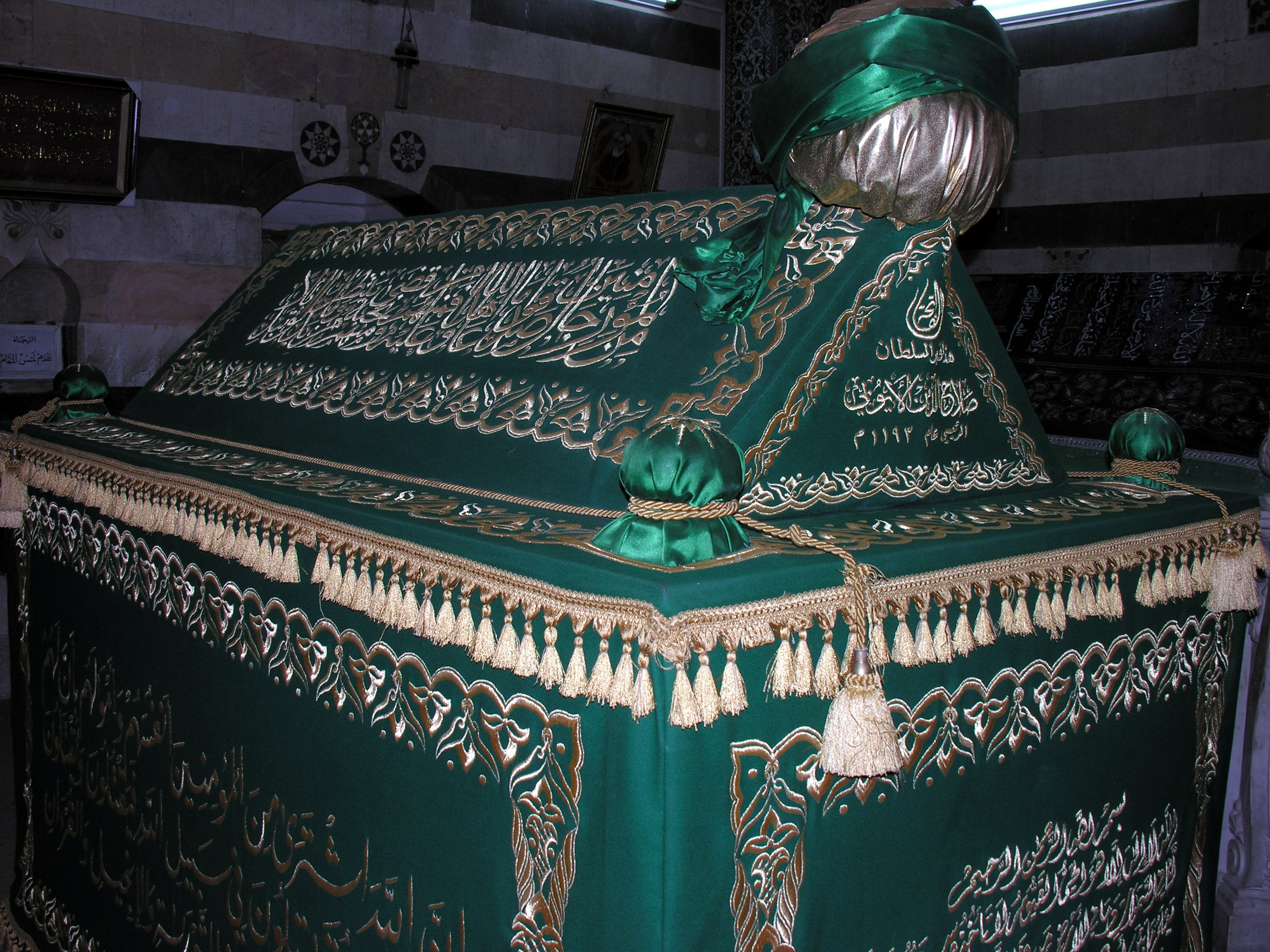
Graf van Saladin in Damascus

Saladin stierf op 4 maart 1193 in de Citadel van Damascus, kort na het vertrek van Richard Leeuwenhart. Er wordt verteld dat op het moment dat Saladins schatkist geopend werd om geld voor zijn begrafenis te zoeken er niet genoeg geld aanwezig zou zijn om die te financieren, omdat Saladin een groot deel van zijn geld weggegeven zou hebben aan hen die het beter konden gebruiken. Saladin ligt begraven in een mausoleum aan de noordzijde van de Grote moskee van Damascus. Zijn tombe is, na die van de imams Hoessein en Ali en de overige leden van de Ahl al-Bayt, een van de meest bezochte ter wereld.

## Franse vernedering
Na de Franse verovering van Syrië in 1920 ging de Franse generaal Henri Gourand naar het graf van Saladin, trapte erop en zei: Wordt wakker, Saladin. We zijn teruggekeerd. Mijn aanwezigheid hier heiligt de overwinning van het Kruis op de Halve Maan.

## Chronologie
- Als kind bestudeerde Saladin de Koran en de dichtkunst.
- In het jaar 1152 begon Saladin te werken voor Nureddin, een Syrische heerser.
- In 1164 lanceerde hij drie succesvolle campagnes tegen de kruisvaarders in Palestina.
- In 1169 stierf zijn oom Shirkuh die twee maanden vizier van Egypte is geweest en Saladin nam zijn plaats in.
- In 1171 herenigde hij Egypte nadat hij de Fatimiden had verslagen. In datzelfde jaar weigerde hij in oorlog met de kruisvaarders te gaan, dit tot groot ongenoegen van Nureddin. Saladin stichtte het rijk van de Ajjoebiden.
- In 1174 stierf Nureddin en Saladin nam zijn rijk over.
- In 1175 probeerde de Syrische leider Rashideddin tot twee keer toe het leven van Saladin te nemen door moordenaars op hem af te sturen.
- In 1176 belegerde Saladin het fort van Rashideddin, maar na enkele weken trok hij zich plotseling terug. Mogelijk heeft hij dit gedaan omdat zijn hele familie met de dood werd bedreigd.
- In 1177 versloeg Boudewijn IV van Jeruzalem, "de lepraleider", Saladin bij Tell al-Safija.
- In 1183 veroverde Saladin de Syrische provincie Aleppo.
- In 1186 veroverde hij Mosoel.
- In 1187 viel hij het Koninkrijk Jeruzalem aan. Na drie maanden heroverde hij de stad Jeruzalem in de slag bij Hattin en versloeg daarmee de kruisvaarders.
- In 1189 begon de Derde Kruistocht. Hoewel grote stukken van de Palestijnse kust werden veroverd door de kruisvaarders blijft Jeruzalem in handen van Saladin.
- In 1192 tekenden Saladin en Richard I van Engeland het Ramla-vredesverdrag, waarin stond dat de Palestijnse kust onder christelijk bestuur en de stad Jeruzalem onder islamitisch bestuur blijft.
- Begin maart 1193 stierf Saladin in Damascus na een kort ziekbed.

## Afkomst
Er is discussie onder historici over Saladins etniciteit. Onder meer de volgende mogelijkheden worden geopperd:
- De familie van Saladin zou oorspronkelijk van Arabische afkomst zijn en zich halverwege de 8e eeuw gevestigd hebben in een gebied dat tegenwoordig in Turkije ligt. Gedurende de loop der tijd van twee eeuwen, ofwel ongeveer tien generaties, assimileerde de familie volledig en werden deel van de plaatselijke bevolking, de Koerden. Veel historici zijn dan ook van mening dat Saladin een Koerd was.[3][4][5][6][7][8][9][10][11]
- De regio was echter in die tijd bijzonder onrustig: in 1045 was het gebied door het Byzantijnse Rijk veroverd en werd het vanuit Constaninopel bestuurd, maar in 1064 drongen vanuit het oosten legers van de Seltsjoeken binnen en gingen Seltsjoeken het dunbevolkte gebied bewonen. Om die reden zijn er ook andere historici, voornamelijk, maar niet uitsluitend, Turkse, die menen dat Saladin als Seltsjoek-Turks gezien kan worden.[12][13][14][15]
- Weer anderen beweren op basis van kroniekschrijvers uit de tijd van Saladin dat hij Arabisch was.[16]
- Saladins geboorteplaats Tikrit ligt tegenwoordig in Irak. Saladin was aanvoerder van een Egyptisch-Syrische dynastie. In deze landen wordt Saladin vaak als "een van hen" beschouwd.

## Trivia
- Saladin komt voor in het real-time strategy-spel Age of Empires II: The Age of Kings.
- Saladin komt voor in het singleplayer adventure-spel Assassin's Creed, waarin de speler hem moet vermoorden.
- Saladin komt als historisch figuur voor in de speelfilm Kingdom of Heaven.
- Saladin komt voor als Sultan in Medieval II Total War  Kingdoms - Crusades Campaign